# ТЭП150
ТЭП150 (укр. ТЕП150) — магистральный шестиосный пассажирский тепловоз с электрической передачей, производился на Луганском тепловозостроительном заводе в 2005 году. Является дальнейшим развитием модельного ряда, берущего начало от ТЭ109. В основе конструкции лежит тепловоз ТЭ125, выпущенный в единственном экземпляре в 1974 году.
Всего выпущено четыре тепловоза, и все они на данный момент приписаны к ТЧ-6 Кременчуг Южной железной дороги. В 2008 году было построено 3 тепловоза. По состоянию на сентябрь 2012 года дальнейший выпуск не планируется. Связано это с электрификацией новых участков железных дорог, а также с отсутствием целевого финансирования.

## Выпуск
Данные по выпуску тепловозов ТЭП150 по годам приведены в таблице:
| Год выпуска | Количество | Номера  |
| ----------- | ---------- | ------- |
| 2005        | 1          | 001     |
| 2008        | 3          | 002-004 |

## Технические характеристики
- Мощность — 3100 кВт (4216 л.с.)
- Конструкционная скорость — 160 км/ч
- Служебная масса — не более 135 т
- Осевая формула — 30−30
- Трансмиссия — электрическая, переменно-постоянного тока, с поосным регулированием силы тяги
- Тормоз — электродинамический, электропневматический, прямодействующий и ручной (стояночный)
- Касательная сила тяги — 167 кН (17 тс)
- Диаметр колеса по кругу катания — 1050 мм
- Минимальный радиус проходимой кривой — 125 м
- Длина по осям автосцепки — 20350 мм
- Высота от головки рельса по каркасу крыши — 4580 мм
- Номинальная мощность, отдаваемая на энергоснабжение поезда — 600 кВт
- Предназначение — вождение пассажирских поездов в различных климатических условиях

## Конструкция

### Кузов

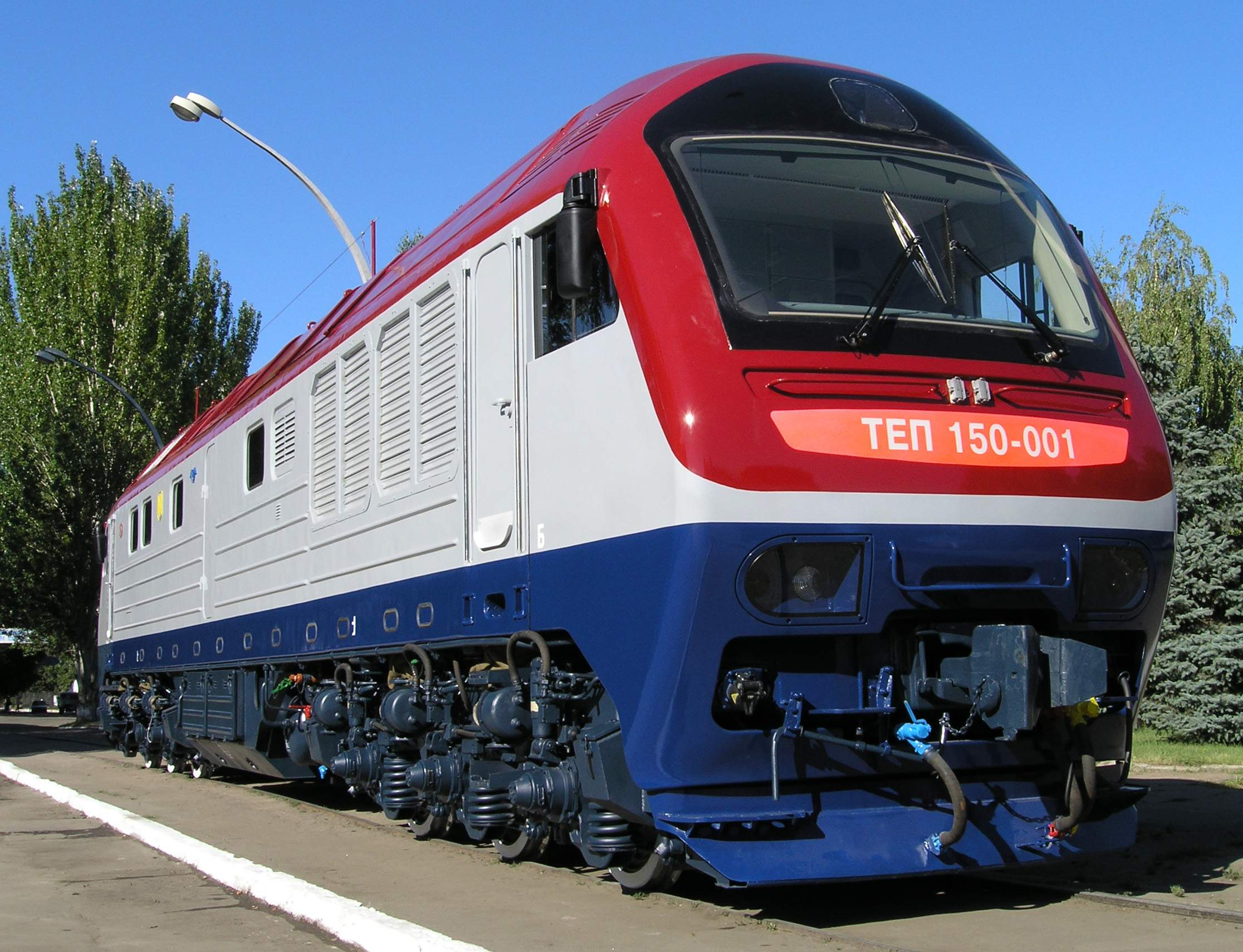
Внешний вид

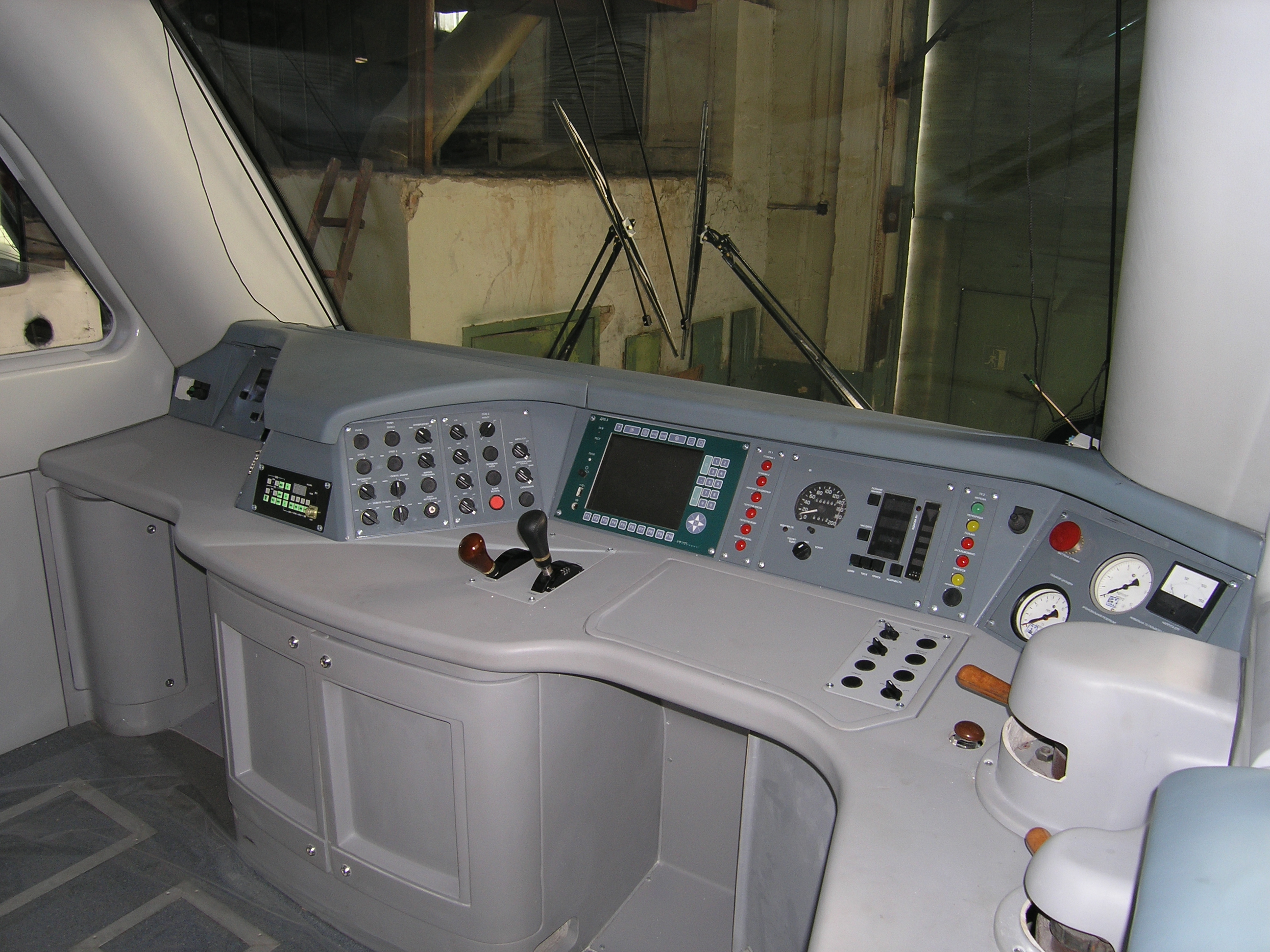
Кабина машиниста

Всё силовое и вспомогательное оборудование тепловоза скомпоновано в лёгком несущем кузове. Съёмные секции крыши позволяют свободно производить монтаж и демонтаж основного силового оборудования. Кабина тепло- и шумоизолирована, оборудована кондиционером, унифицированным пультом управления с отображением информации на ЖК-дисплее. Лобовые окна кабины выполнены из высокопрочного электрообогреваемого стекла.
На тепловозе применена микропроцессорная система управления, контроля и технической диагностики. Локомотив оборудован системой поездного электроотопления (наподобие ТЭП70БС).

### Силовая установка

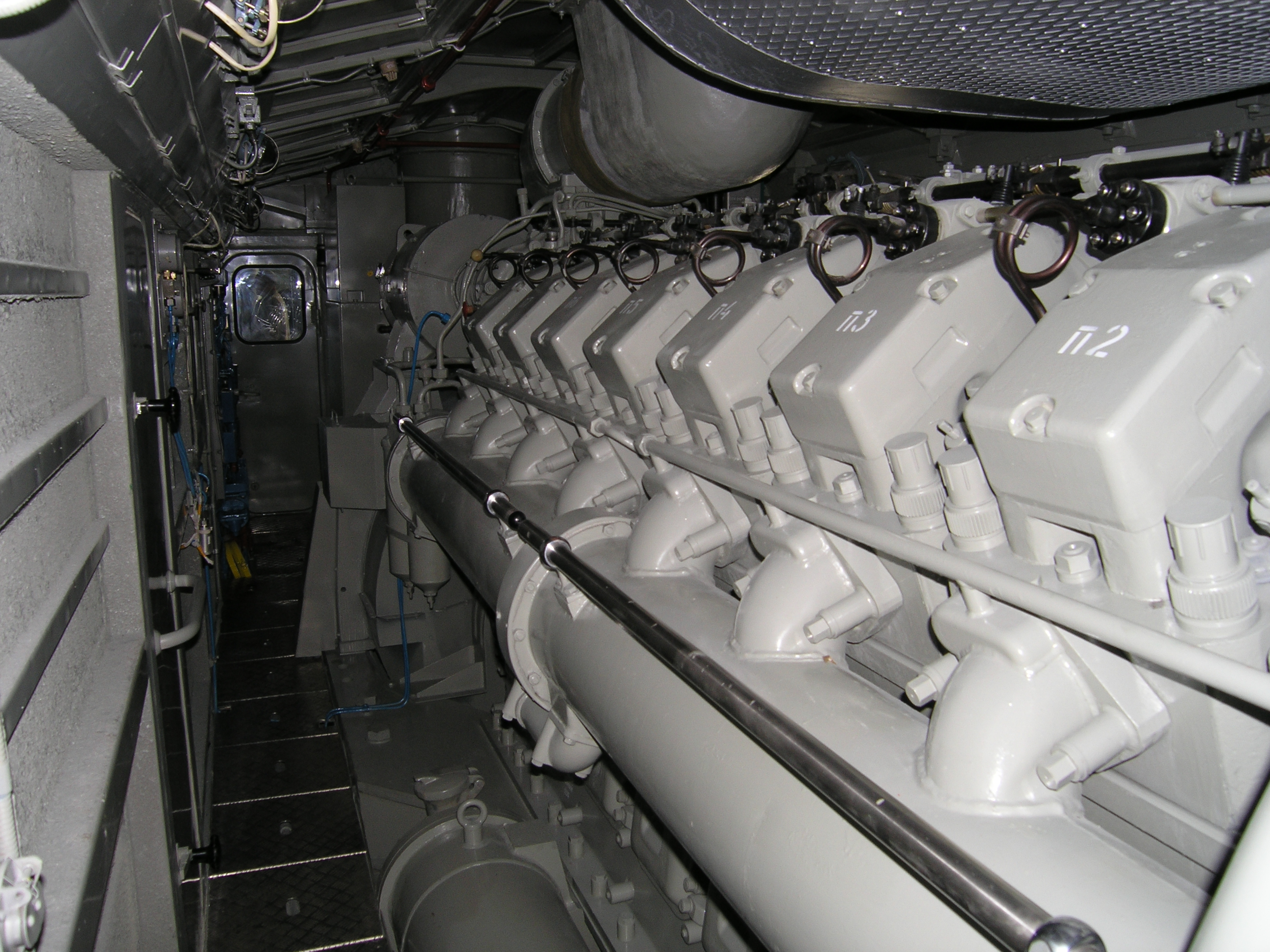
Дизельное помещение тепловоза

Дизель-агрегатная установка состоит из усовершенствованного четырёхтактного дизеля 5Д49 с газотурбинным наддувом и тягового агрегата переменного тока, соединённых пластинчатой муфтой, а также стартера-генератора, установленного на тяговом агрегате.

### Генераторы
Тяговый агрегат состоит из тягового и вспомогательного синхронных генераторов, смонтированных в одном корпусе.
Вспомогательный генератор через выпрямитель обеспечивает энергоснабжение пассажирского поезда напряжением 3000 В постоянного тока мощностью 600 кВт на номинальном режиме. Кроме того, он подаёт питание на возбуждение тягового генератора и приводов бесколлекторных электродвигателей вспомогательных механизмов.

### Системы вентиляции и охлаждения
Система очистки воздуха, поступающего в дизель — двухступенчатая, с использованием в первой ступени прямоточных циклонов.
Система охлаждения дизеля двухконтурная. В одном контуре охлаждается вода дизеля, а в другом вода, охлаждающая масло и наддувочный воздух (в теплообменных аппаратах). Охлаждение воды обоих контуров осуществляется воздухом в полуторных радиаторных секциях холодильной камеры, имеющей три мотор-вентилятора. В контуре охлаждения воды дизеля используются радиаторные секции половинной глубины, а в контуре охлаждения воды второго контура используются радиаторные секции полной глубины. Мотор-вентиляторы холодильной камеры оборудованы системой плавного регулирования их производительности.

### Тележки
Ходовая часть тепловоза состоит из двух бесчелюстных трёхосных тележек с индивидуальным приводом колёсных пар и опорно-рамным подвешиванием тяговых двигателей. Передача тяги осуществляется одноступенчатой передачей и упругой муфтой. Конструкция тележки предусматривает одностороннее расположение тяговых двигателей, что позволяет увеличить коэффициент использования сцепного веса. Упругое двухступенчатое индивидуальное рессорное подвешивание обеспечивает плавный ход тепловоза.